# Farakosius thaisae
Farakosius thaisae är en insektsart som beskrevs av Michel 1998. Farakosius thaisae ingår i släktet Farakosius och familjen fjärilsländor. Inga underarter finns listade i Catalogue of Life.